# Gordon Johnstone (cầu thủ bóng đá)
Gordon Stewart Johnstone (21 tháng 4 năm 1900 - 6 tháng 10 năm 1961) là một cầu thủ bóng đá người Anh thi đấu ở vị trí tiền đạo trung tâm và tiền vệ ở Football League cho Brentford.

## Thống kê sự nghiệp
| Câu lạc bộ          | Mùa giải            | Giải quốc nội        | Giải quốc nội | Giải quốc nội | Cúp FA  | Cúp FA    | Tổng    | Tổng      |
| Câu lạc bộ          | Mùa giải            | Giải quốc nội        | Số trận       | Bàn thắng     | Số trận | Bàn thắng | Số trận | Bàn thắng |
| ------------------- | ------------------- | -------------------- | ------------- | ------------- | ------- | --------- | ------- | --------- |
| Brentford           | 1922-23             | Third Division South | 14            | 6             | 0       | 0         | 14      | 6         |
| Brentford           | 1923-24             | Third Division South | 29            | 1             | 0       | 0         | 29      | 1         |
| Brentford           | 1924-25             | Third Division South | 2             | 0             | 0       | 0         | 2       | 0         |
| Tổng cộng sự nghiệp | Tổng cộng sự nghiệp | Tổng cộng sự nghiệp  | 45            | 7             | 0       | 0         | 45      | 7         |